# Dylan Teuns
Dylan Teuns (nascido em 1 de março de 1992, em Diest) é um ciclista profissional belga. Atualmente, compete para a equipe BMC Racing Team.